# Operacja Torch
Operacja Torch – aliancka operacja desantowa we francuskiej części Afryki Północnej, rozpoczęta nocą z 7 na 8 listopada 1942 roku w trakcie kampanii afrykańskiej II wojny światowej.

## Geneza i przygotowania
Przez całą drugą połowę 1941 i przez większość 1942 roku Związek Radziecki wywierał nacisk na Stany Zjednoczone i Wielką Brytanię, aby rozpocząć działania wojenne w Europie na drugim froncie i zmniejszyć nacisk Wehrmachtu na Armię Czerwoną (zob. operacja Sledgehammer). Brytyjski premier Winston Churchill preferował jednak atak w Afryce Północnej, po którym miałaby nastąpić inwazja w Europie w 1943 roku – we Włoszech i na Bałkanach – by doprowadzić do wyeliminowania z wojny sojuszników III Rzeszy: Włoch, Bułgarii, Węgier, Rumunii. Prezydent USA Roosevelt, pomimo nacisku ZSRR, mimo własnej chęci otwarcia drugiego frontu w Europie, i nacisku na to ze strony najwyższych amerykańskich dowódców wojskowych, zgodził się poprzeć stanowisko Churchilla.
Alianci zaplanowali lądowanie w Maroku (protektoracie Francji) i Algierii (ówcześnie francuskich departamentach zamorskich: Algier, Oran i Konstantyna), podporządkowanych rządowi Vichy. Francuzi dysponowali ok. 60 000 żołnierzy armii kolonialnej w Maroku, jak również artylerią przybrzeżną, niewielką liczbą czołgów i samolotów, oraz silną flotą (w samej Casablance stało 10 dużych okrętów i 11 okrętów podwodnych). Alianci sądzili, że francuskie siły nie będą walczyć, chociaż zakładali, że francuska marynarka wojenna ma pretensje do Brytyjczyków za zniszczenie floty francuskiej w Mers el-Kebir (blisko Oranu) w 1940 roku. Alianci włączyli do swoich sił francuskiego generała Henri Giraud, jako przyszłego dowódcę wojsk francuskich, który oczekiwał na przydzielenie zadań. Siły inwazyjne zamierzały posunąć się szybko na wschód do Tunezji i zaatakować niemieckie siły od tyłu. Dowodzenie objął gen. Dwight Eisenhower, z kwaterą główną w Gibraltarze.
Dużą rolę w przygotowaniu logistycznym operacji aliantów w Afryce odegrały informacje uzyskane dzięki polskiemu wywiadowi, tzw. „Agencji Afryka” – osobom skupionym wokół płk. Mieczysława Słowikowskiego pseudonim „Rygor”, który między majem 1941 roku a wrześniem 1944 roku był szefem Ekspozytury Oddziału II w Afryce Północnej, z siedzibą w Algierze.
Niemal wszystkie oddziały aliantów zostały przetransportowane drogą morską. Część z nich wypłynęła z portów brytyjskich okrężną drogą, zachodząc niemal na środek Atlantyku. Konwoje transportowców, ich eskorta i siły osłony obejmowały łącznie 340 statków i okrętów. Pozostałe 211 jednostek, wyruszających z portów amerykańskich, musiało pokonać cały Atlantyk. Cała armada, licząca ponad 550 statków i jednostek wojennych, dotarła – bez żadnych strat – do wybrzeży Afryki Północnej i Zachodniej. Na zachód od Gibraltaru operowało duże stado niemieckich U-Bootów, lecz skupiło się ono wyłącznie na atakowaniu jednostek mało znaczącego i słabo chronionego konwoju SL 125 z Sierra Leone do Anglii, który został specjalnie wysłany w tym samym czasie w celu odciągnięcia uwagi Niemców.
Niemiecka Abwehra i włoskie służby wywiadowcze dostrzegły konwój płynący z Anglii, kierujący się do Gibraltaru i śledziły go, ale nie dostrzegły konwoju z Ameryki. Niemcy liczyli się z desantem, ale na Korsyce, Sardynii, Sycylii lub w Libii. By go zniszczyć, na Morze Śródziemne zostały wezwane wszystkie zdolne do walki U-Booty. Brytyjczycy zastosowali manewry kamuflażowe. Na wysokości Sycylii brytyjskie okręty wykonały ostry zwrot na południe, ku Algierii.

## Lądowania

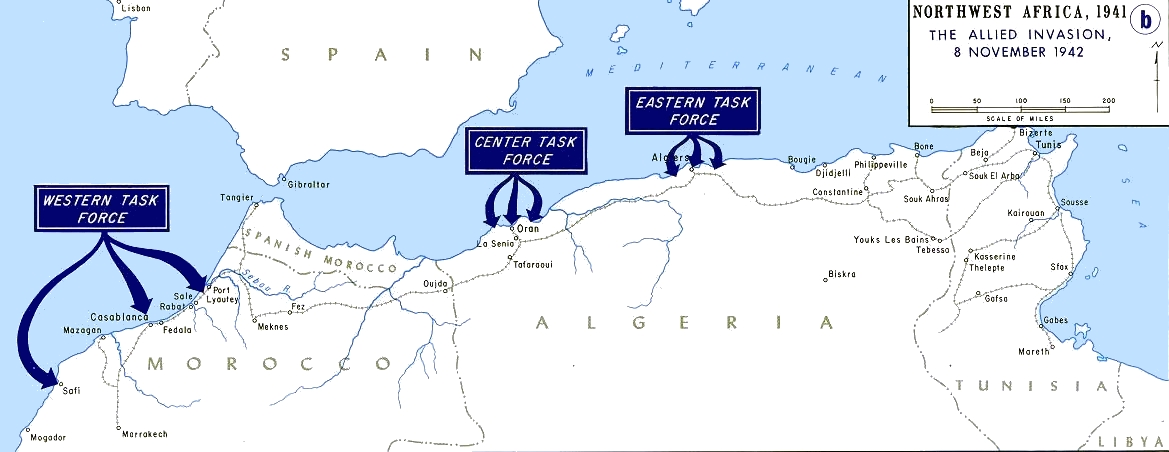
Operacja Torch, zaznaczone miejsca lądowania

Alianci zaplanowali zdobycie kluczowych portów Maroka i Algierii równocześnie, mając na celu Casablankę, Oran i Algier. Wojska sprzymierzonych biorące udział w operacji Torch podzielono na trzy zgrupowania: zachodnie (mające zająć Casablankę), centralne (mające zająć Oran) i wschodnie (mające zająć Algier). Łącznie siły przeznaczone do tej operacji liczyły 73 000 żołnierzy (35 000 w Casablance, ok. 18 000 w Oranie i ok. 20 000 w Algierze).

### Casablanca
Western Task Force obejmowała amerykańskie jednostki, z gen. majorem George’em Pattonem prowadzącym pierwszy atak i kontradmirałem Henrym Kentem Hewittem dowodzącym działaniami morskimi.
Wsparcie morskie objęło 5 lotniskowców, 3 pancerniki, 7 krążowników, 38 niszczycieli plus jednostki transportowe i wsparcia. Trzy pierwsze grupy atakujące liczyły 7000, 19 500, i 9500 żołnierzy – niektóre przybyły na pole bitwy prosto z Ameryki.
Pierwsze siły lądowały 8 listopada w Safi, Fedala i Mehedia-Port Lyautey, przy niewielkim oporze francuskim. Francuskie siły proalianckie spróbowały dokonać puczu w nocy 7 listopada, ale bez powodzenia. Safi, na zachodzie, padło łatwo, ale pierwszego popołudnia Amerykanie napotkali na twardszy opór w Port Lyautey. Zejście na ląd w Fedala, najbliższym Casablance, było potencjalnie najbardziej ryzykowną częścią operacji – francuska marynarka wojenna mogłaby osiągnąć miejsca desantu w ciągu minut, więc większość sił morskich skierowano dla zapobieżenia tej groźbie. Pogoda utrudniła pierwszy desant. Francuskie baterie w pobliżu Casablanki otworzyły ogień do amerykańskich okrętów desantowych, rozpoczęły się też walki powietrzne między francuskimi i amerykańskimi samolotami. Alianci zatopili lub poważnie uszkodzili cztery francuskie niszczyciele i trzy okręty podwodne. Początkowe zejście na ląd w Fedala nie zakończyło się do 9 listopada i siły amerykańskie oczekiwały wyniku negocjacji z Francuzami, aby zaprzestali zbrojnego oporu.
Przywódca Vichy w Algierze, admirał François Darlan, rozpoczął rozmowy z Amerykanami przed lądowaniem i uzgodniono, że francuskie siły przestaną stawiać opór 10 listopada pod warunkiem, że Darlan pozostanie głową francuskiej administracji. Adolf Hitler zrewanżował się Francuzom, rozkazując niemieckim siłom zajęcie wolnej strefy w środkowej i południowej Francji. Francuskie wojsko w Afryce podporządkowało się Darlanowi, ale niektóre oddziały dołączyły do niemieckich sił w Tunezji.

### Oran

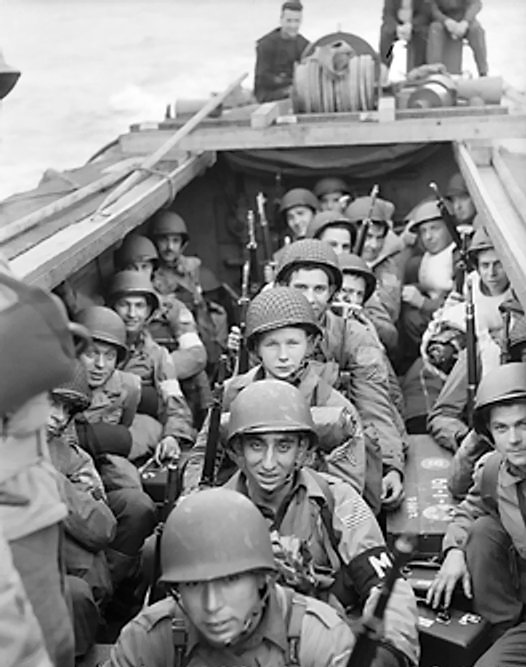
Żołnierze amerykańscy na pokładzie barki desantowej LCA, kierującej się do plaż w pobliżu Oranu

Center Task Force miały wylądować na trzech plażach: dwóch na zachód od Oranu i jednej na wschód. Jednak desant na zachodzie został opóźniony z powodu powolnego usuwania min przez niszczyciele min. Sam port w Oranie planowano zdobyć desantem bezpośrednim w ramach operacji Reservist. Jako pierwszy na plaży wylądował 1. Amerykański Batalion Rangersów, który został wysadzony na wschód od portu w Arziwie, z zadaniem zneutralizowania francuskich baterii nadbrzeżnych. Następnie podjęto próbę lądowania amerykańskiej piechoty bezpośrednio do portu w Arziwie, aby jak najszybciej zapobiec zniszczeniu przez Francuzów urządzeń portowych i zatopieniu statków. Jednak marynarka francuska wypłynęła z portu i zaatakowała aliancką flotę. Amerykanie zdołali jednak doprowadzić okręty do brzegu i wyładować desant.
Francuskie baterie zostały zdobyte w dniach 8 i 9 listopada, wtedy kiedy prawie cała załoga portu w Oranie poddała się Amerykanom. Ostatni obrońcy skapitulowali wieczorem 9 listopada, po ostrzale okrętów brytyjskich.

#### Lądowanie spadochroniarzy
W operacji Torch po raz pierwszy w wojnie Stany Zjednoczone na poważnie użyły wojsk powietrznodesantowych. Amerykański 509. Batalion Spadochronowy miał zostać zrzucony blisko Oranu z zadaniem zdobycia lotnisk w Tafarquay i Youk-Les-Bains. Lądowanie było wyraźnie osłabione problemami nawigacyjnymi i komunikacyjnymi. Spadochroniarze mieli również utrudnione warunki z powodu lądowania na pustyni. Jednak lotniska zostały zdobyte przez szeroko rozproszony 509. Batalion.

### Algier

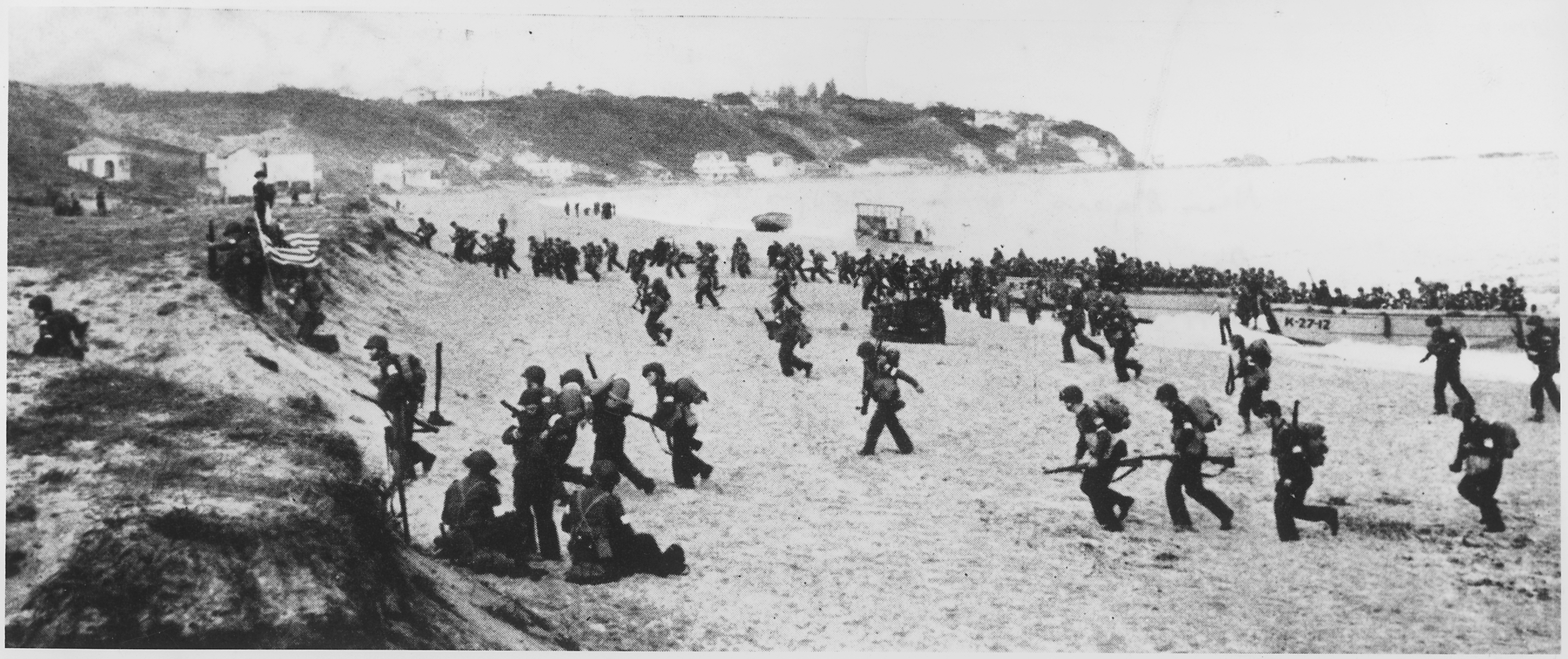
Amerykańscy żołnierze lądują w pobliżu Algieru. Jeden z żołnierzy niesie flagę USA, ponieważ Amerykanie mieli nadzieję, że Francuzi będą mniej skłonni strzelać do nich niż do Brytyjczyków

Grupa, która miała zdobyć Algier, była dowodzona przez gen. Charlesa Rydera (jednocześnie dowódcę 34 Dywizji Piechoty). Jego oddziały liczyły ogółem ok. 20 tys. żołnierzy; była to grupa mieszana (amerykańska 34 Dywizja Piechoty i brytyjska 78 Dywizja Piechoty); dowódca gen. Vyvyan Evelegh. W założeniach strategicznych operacji Torch zgrupowanie to miało największe znaczenie – port w Algierze był najbardziej wysuniętym na wschód dużym portem, który planowano opanować, był też jednym z większych portów w Afryce Północnej, jego zdobycie pozwoliłoby na znaczne skrócenie linii zaopatrzeniowych do Tunezji. Kraj ten przewidywano jako miejsce głównych walk ze stacjonującymi na Czarnym Lądzie oddziałami państw Osi. Ogólny plan lądowania był zbliżony do planu zgrupowania centralnego, także zakładał desant w trzech miejscach (plaże „A” jak „Apple”, „B” jak „Beer” i „C” jak „Charlie”). Plaża „A” znajdowała się w odległości mniej więcej 25 kilometrów na zachód od Algieru, w miejscowości Castiglione. Zadaniem lądujących tam około 7 tysięcy Brytyjczyków było stworzenie przyczółka i zajęcie pobliskiego lotniska. Następnie wysunięte oddziały brytyjskie miały zablokować drogi prowadzące do Algieru. Na plaży „B” leżącej w pobliżu miasteczka Sidi Ferruch (około 15 kilometrów na zachód od Algieru), miały desantować się oddziały osłaniające działania grup lądujących na plaży „A” i atakujące Algier. Ostatnia grupa, lądująca na plaży „C”, leżącej 15 kilometrów od głównego celu desantu, liczyła 7600 żołnierzy amerykańskich. Ich zadaniem było natarcie na Algier ze wschodu. Także tutaj poważnie się liczono z możliwością zniszczenia urządzeń przeładunkowych i zablokowania portu w Algierze, zdecydowano się też na podobne rozwiązanie jak w Oranie – desant marines, dowiezionych bezpośrednio do portu na pokładach dwóch niszczycieli, wspieranych przez działania niewielkich grup szturmowych w mieście i w jego bezpośredniej okolicy. Flotyllą, w ramach której płynęły statki transportowe, a która na miejscu miała wspierać ogniem artyleryjskim walczące oddziały, dowodził kontradmirał Harold Burrough. W jej skład wchodziło pięć krążowników, dwa lotniskowce eskortowe i trzynaście niszczycieli.

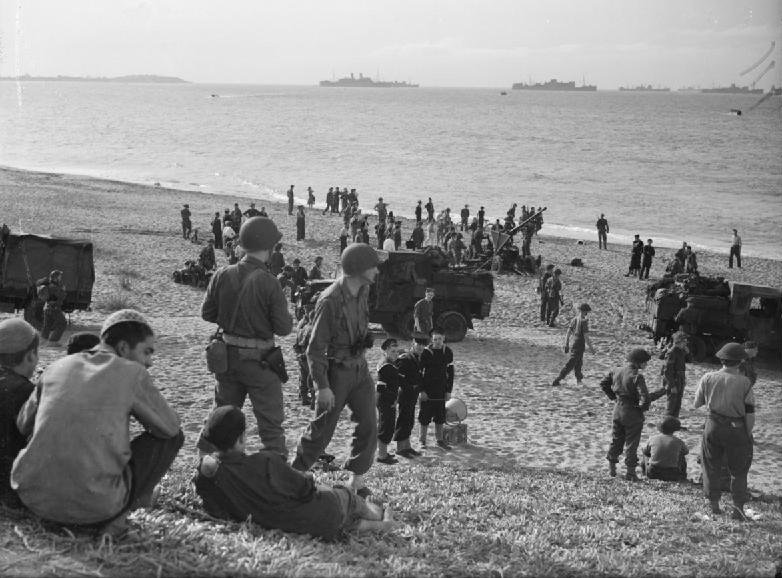
Amerykańscy i brytyjscy żołnierze na plaży w pobliżu Algieru

Oddziały sojusznicze dotarły na plaże w pobliżu tego miasta z kilkugodzinnym opóźnieniem w stosunku do harmonogramu, w trakcie desantu praktycznie nie doszło do żadnych walk. Broniący brzegu żołnierze francuscy oddali zaledwie kilkanaście strzałów. Było to niezwykle korzystne dla lądujących – w przypadku prób stawienia oporu mogło dojść do masakry. Wskutek braku doświadczenia, nocnych ciemności i złego dowodzenia na jednym z odcinków desantowania, na którym lądowali żołnierze 78. Dywizji Piechoty (plaża „A”), awarii lub ciężkim uszkodzeniom uległo 98 ze 104 barek desantowych. Równie bezproblemowo, jeśli chodzi o napotkany opór, przebiegał desant na plaży „C”, gdzie lądowali Amerykanie z 34 Dywizji Piechoty. Fatalnie, tak jak w Oranie, zakończyła się próba zdobycia portu algierskiego. Wyznaczone do tego zadania dwa niszczyciele dotarły do portu, jednak w wejściu jeden z nich w wyniku ostrzału zaczął się palić i wycofał się w morze, natomiast drugiemu udało się wysadzić ok. 200 amerykańskich komandosów, ci jednak pogubili się w porcie i rankiem zostali pojmani przez Francuzów. 9 listopada, w obliczu rosnącej przewagi Amerykanów, przedstawiciele adm. Darlana spotkali się z gen. Markiem Clarkiem, by omówić warunki kapitulacji. Gen. Clark zaproponował, by Francuzi poddali się bez stawiania żadnych żądań, na co adm. Darlan odpowiedział, że w tej sprawie musi otrzymać zgodę marsz. Pétaina. Przerwa w rokowaniach trwała cały dzień, co Amerykanom wydawało się celową zwłoką – wykorzystali ten czas na podciągnięcie dalszych jednostek i powolne zdobywanie słabo bronionego miasta. Ostatecznie zniecierpliwiony gen. Clark rankiem 10 listopada powiadomił francuskiego dowódcę, że z powodu opóźnień zrywa negocjacje i rozpoczyna „rozmowy” z przybyłym właśnie do Algieru gen. Henrim Giraudem. O godz. 11.00 adm. Darlan odpowiedział rozkazem natychmiastowego zaprzestania stawiania oporu. Francuska Afryka Północna przeszła w ręce aliantów.

## Następstwa operacji Torch

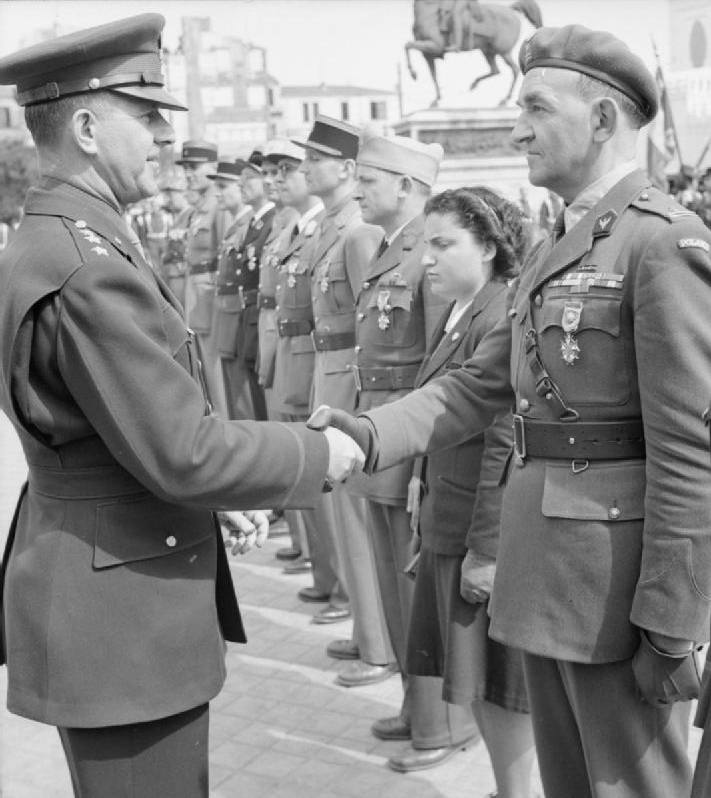
Gen. Jacob Devers ściska rękę Mieczysława Słowikowskiego po odznaczeniu go orderem Legion of Merit za jego wkład w przygotowanie operacji Torch

11 listopada 1942 roku niemieckie oddziały – zgodnie z przygotowywanym od dwóch lat planem – weszły do nieokupowanej części Francji (Francji Vichy), nie napotykając oporu wojsk rządu Vichy. Hitler powiadomił, że nie jest to złamanie układu o zawieszeniu broni, a operacja wspierająca Francuzów wobec możliwości lądowania aliantów na południowym wybrzeżu Francji. Skutkiem tego 27 listopada 1942 roku niemal cała reszta floty wojennej Francji Vichy dokonała samozatopienia kilkudziesięciu okrętów w porcie wojennym w Tulonie (w tym m.in. 2 pancerniki i kilka krążowników).
8 grudnia 1942 roku Niemcy zajęli w Bizercie w Tunezji ostatni śródziemnomorski port wojenny należący do Francji Vichy, wraz z niewielką liczbą znajdujących się w nim mniejszych okrętów.
Eisenhower, z poparciem Roosevelta i Churchilla, zaakceptował Darlana jako przywódcę francuskiej Afryki Północnej. Gniewnie zareagował na to Charles de Gaulle. Dwudziestoletni francuski monarchista, Fernand Bonnier de La Chapelle, zamordował Darlana dwoma strzałami z rewolweru 24 grudnia. Henri Giraud, który nie miał do tej pory przydziału, został mianowany nowym przywódcą.
Po umocnieniu się alianci uderzyli na – również francuską – Tunezję. Siły brytyjskiej 1 Armii pod dowództwem generała porucznika Kennetha Andersona niemal dotarły do Tunisu, zanim kontratak niemieckich wojsk gen. Walthera Nehringa w Djedeida odepchnął ich wstecz. W styczniu 1943 roku niemieckie wojska Erwina Rommla, wycofujące się ku zachodowi z Libii, dotarły do Tunezji.
Brytyjska 8 Armia pod rozkazami marszałka Bernarda Montgomery’ego zatrzymała się pod Trypolisem, by umożliwić dotarcie posiłków. Na zachodzie siły gen. Andersona zostały zaatakowane 14 lutego przy przełęczy Faid i 19 lutego przy przełęczy Al-Kasrajn (fr. Kasserine). Siły sprzymierzone wycofywały się w zamieszaniu, do czasu, aż 22 lutego udało się zatrzymać niemieckie postępy.
Gen. Harold Alexander przybył do Tunezji pod koniec lutego, by przejąć dowództwo. Niemcy zaatakowali ponownie 6 marca na wschód od Madanin
(fr. Medenine), ale zostali odparci. Rommel poprosił Hitlera, by zezwolił na pełny odwrót, ale Hitler nie zgodził się i 9 marca Rommel został zastąpiony przez Jürgena von Arnima, który musiał rozciągnąć swoje siły na przestrzeni 100 mil w północnej Tunezji.
Alianci zostali zmuszeni do skonsolidowania swoich sił i rozwinięcia linii komunikacyjnych, aby można było przeprowadzić główne natarcie. 1 i 8 Armia zaatakowały Niemców, odcinając ich w czasie ciężkich walk od wsparcia morskiego i lotniczego z Sycylii. 7 maja oddziały brytyjskie zdobyły Tunis, amerykańskie siły osiągnęły Bizertę, a 13 maja wojska państw Osi skapitulowały w Tunezji.

## Kultura masowa
Operacja Torch została odtworzona w grze Medal of Honor: Allied Assault z 2002 roku, a także w dostępnej tylko na konsole Call of Duty 2: Big Red One z 2005. Również jeden z epizodów gry Panzer General wydanej w 1994 roku traktuje o finalnym etapie operacji Torch.